# Friedrich Walz (Basketballtrainer)
Friedrich Walz (* 1935 in Wien; † November 2006) war ein österreichischer Basketballspieler, -trainer, -funktionär und -schiedsrichter.

## Laufbahn
Walz spielte in der Jugend Basketball beim ABC Dornbach sowie beim Wiener Sportclub. Von 1954 bis 1961 war der Aufbauspieler Mitglied des SK Handelsministerium Wien, für die Nationalmannschaft stand er in 33 Länderspielen auf dem Feld und nahm an den Europameisterschaften 1957 sowie 1959 teil.
1961 wechselte er beim SK Handelsministerium Wien vom Spielfeld ins Traineramt, welches er bis 1973 ausübte. In den Spieljahren 1962/63, 1963/64 und 1964/65 führte er die Mannschaft zum Gewinn der Staatsmeisterschaft. Walz betreute Jugendnationalmannschaften des Österreichischen Basketballverbands und war von 1963 bis 1966 neben seiner Aufgabe als Vereinstrainer auch Trainer der Herrennationalmannschaft Österreichs.
Als Funktionär war Walz beim Österreichischen Basketballverband jahrelang für Jugendbelange zuständig, später war er Mitglied der Verbandsausschüsse für technische und legistische Fragen. Beim SK Handelsministerium Wien stand er von 1963 bis 1973 der Sektion Basketball vor und war zwischen 1966 und 1973 im Vereinsvorstand vertreten.
Gemeinsam mit Ernst Schlemmer brachte Walz 1981 das Werk Basketball: Lehrunterlage für die Trainerausbildung; (Übungsleiter, staatlich geprüfter Lehrwart, staatlich geprüfter Trainer). heraus. Zwischen 1980 und 1999 hatte Walz in der staatlichen Sportlehrerausbildung die Stelle als Lehrbeauftragter für die Sportart Basketball inne.
Als Basketball-Schiedsrichter leitete Walz Spiele im In- und Ausland, unter anderem 80 Partien im Auftrag des Verbandes FIBA. Als technischer Kommissar wurde er von der FIBA bei 225 Spielen eingesetzt. Der Vater zweier Töchter wurde mit dem Goldenen Ehrenzeichen für Verdienste um die Republik Österreich geehrt sowie 2003 vom Österreichischen Basketballverband für sein Lebenswerk ausgezeichnet. Bis zu seinem Ableben war er Berater des Verbands.